# Frances Fox Piven
Frances Fox Piven (nascida em 10 de outubro de 1932) é uma professora de ciência política e sociologia estadunidense. Leciona na Universidade da Cidade de Nova York desde 1982.
Piven é conhecida tanto por suas contribuições à teoria social quanto por seu ativismo social. Veterana dos protestos contra a guerra contra a pobreza e dos subsequentes dos direitos de bem-estar social na Cidade de Nova York e no cenário nacional, ela foi fundamental na formulação das bases teóricas dos movimentos. Ao longo de sua carreira, ela ocupou cargos na ACLU e na organização dos Socialistas Democráticos dos Estados Unidos. Também ocupou cargos na American Political Science Association. Ela também lecionou na Universidade de Boston.

## Vida e educação
Piven nasceu em Calgary, Alberta, Canadá, de pais imigrantes judeus russos, Rachel (nascida Paperny) e Albert Fox, um lojista. Piven imigrou para os Estados Unidos quando ela tinha um ano e foi naturalizada estadunidense em 1953. Ela foi criada em Jackson Heights, Queens, Nova York. Ela se formou em Planejamento da Cidade , em 1953, obteve o mestrado, em 1956, e o doutorado, em 1962, todos pela Universidade de Chicago.

## Carreira
Piven foi casada com seu colaborador de longa data Richard Cloward até sua morte em 2001. Juntamente com Cloward, ela escreveu um artigo na edição de Maio de 1966 de Nation intitulado "O peso dos pobres: uma estratégia para acabar com a pobreza", onde defendeu o aumento da procura a programas sociais, a fim de levar o sistema ao colapso e reformá-lo, no sentido de criar uma renda básica anual. Entre 2006 e 2007, Piven foi presidenta da Associação Americana de Sociologia.
Enquanto na Universidade de Boston, ela e seus colegas no departamento de ciência política Murray Levin e Howard Zinn se recusaram a voltar ao trabalho após a liquidação da Associação Americana de Professores Universitários, no contexto de uma greve, em 1979. Foi à época ameaçada de demissão.

### Ativismo e a legislação
Ao longo de sua carreira, Piven combinou trabalho acadêmico com ativismo político. Em 1968, ela subscreveu o "Protesto de Guerra Fiscal de Escritores e Editores", prometendo a recusar o pagamento do impostos em protesto contra a Guerra do Vietnã. Em 1983, ela participou da fundação Human SERVE, uma organização com o objetivo de aumentar o recenseamento eleitoral.
Ela é um membro da organização Socialistas Democráticos dos Estados Unidos e detém uma das oito cadeiras honoríficas da organização.
Piven envolveu-se num debate com Milton Friedman na série da PBS Free to Choose.

### Publicações
Alguns dos principais trabalhos de Piven Regulating the Poor,  escrito com Richard Cloward, publicado pela primeira vez em 1972 e atualizado em 1993. Trata-se de uma investigação da política de bem-estar social e de como ela é usada para exercer poder sobre a classe social mais baixa; Poor Peoples' Movements, publicado em 1977, uma análise de como movimentos sociais podem induzir reformas importantes; Why Americans Don't Vote, publicado em 1988, e o subsequente Why Americans Still Don't Vote, de 2000, analisam as práticas eleitorais nos EUA que tendem a desencorajar os pobres da classe trabalhadora de votar; The War at Home, publicado em 2004, um exame crítico dos resultados nacionais das guerras iniciadas pelos governos de Bush; Challenging Authority: How Ordinary People Change America, sobre a interação de movimentos sociais radicais e política eleitoral na geração de força política para reformas democráticas na história estadunidense.

## Prêmios e reconhecimento
- Bronislaw Malinowski Award (2015)[17]
- American Sociological Association Career Award for the Practice of Sociology (2000)
- Charles McCoy Career Achievement Award of the Caucus for a New Political Science of the American Political Science Association (2004)
- Mary Lepper Award of the Women's Caucus of the American Political Science Association (1998)
- American Sociology Association Lifetime Achievement Award for Political Sociology
- Tides Foundation Award for Excellence in Public Advocacy (1995)
- Annual Award of the National Association of Secretaries of State (1994)
- President's Award of the American Public Health Association (1993)
- Lee/Founders Award of the Society for the Study of Social Problems
- Eugene V. Debs Foundation Prize
- C. Wright Mills Award[18]